# Egid Berzevici
Egid Berzevici (také Egyd Berzeviczy, Egyedi Berzeviczy); 24. prosince 1835, Veľká Lomnica, Slovensko – 14. června 1906, Barca, Slovensko) byl statkář, majitel rozsáhlých pozemků ve Vysokých Tatrách i jejich podhůří, předseda Uherského karpatského spolku, turistický nadšenec, vnuk Gregora Františka Berzeviciho, významné postavy hornouherského osvícenství.

## Životopis
Pocházel z velmi starého rodu Rutkerů. Panovník Ondřej II. daroval v roce 1209 proboštovi Adolfu a jeho sestře, manželce hraběte Rutkera (Rüdigera), bývalé dvorní dámě královny Gertrudy pozemky „nad Popradem". Hraniční čára pozemků vedla na severu po hřebeni Východní Vysoké po hlavním hřebeni Slavkovského štítu po Baranie rohy a na Malou Svišťovku. K teritoriu patřily mimo jiné Skalnatá dolina a Huncovská kotlina, obě Studené doliny s přilehlými hřebeny. Patřily jí i rozsáhlé pozemky pod Vysokými Tatrami, například v současném katastru Nové a Staré Lesné. Sídlem rodiny se stala Veľká Lomnica. Rod Berzeviciů v následujících staletích zveleboval darovaná území, ale i často drancoval.
Na počátku 70. let 19. století se rod podílel na rozvoji cestovního ruchu ve Vysokých Tatrách. Berzevici byl v roce 1873 jedním ze zakládajících členů Uherského karpatského spolku a byl členem jeho představenstva. V letech 1874–1878 byl jeho předsedou. Zasloužil se o výstavbu nových cest a chat ve Vysokých Tatrách. Na jeho počest byla v roce 1876 pojmenována Egidova chata v Dolině Zeleného plesa ve Vysokých Tatrách.
V roce 1867 se oženil s dcerou statkáře Bárczayho, Helenou. Poté, co se v roce 1878 přestěhoval do Barcy, působil v Košicích v různých župních a společenských funkcích. V roce 1882 byl velkolomnický majetek rodiny prodán v dražbě. V roce 1898 Egid Bergevici publikoval v časopise Karpathen Post článek pod německým názvem Erzherzog Johann v Zipsen 1819 („Arcivévoda Jan na Spiši 1819“). V článku popsal historii Tater a Spiše. O rok později vydal průvodce Smokovcem, jehož autorem byl jeho děd Gregor František Berzevici Eine Beschreibung des Badesi Schmecks aus dem Jahre 1812 („Popis lázní Smokovec 1812“). V letech 1899–1902 sepsal třídílnou historii Berzeviciho rodiny.

Pohřben je na hřbitově v Barce.